# Allium munzii
Allium munzii — вид многолетних луковичных растений из рода Лук (Allium) семейства Луковые (Alliaceae). Эндемик юга Калифорнии.
Вид назван в честь американского ботаника Филипа Александра Манца.

## Ботаническое описание
Луковицы чаще одиночные, овальные, диаметром до 1,5 см. Наружные чешуи пергаментные красновато-коричневые, внутренние — светло-коричневые, до белых или розовых.
Лист один, цилиндрический, прямостоячий, увядающий с верхушки, длиной 15—25 см, диаметром о,5-1,5 мм. Основание листа несильно расширено. Зонтик одиночный, сидящий на прямостоящем стебле высотой 15—35 см.
Цветков в соцветии от 10 до 35, образование луковичек не отмечалось. Листочкиоколоцветника белые с зеленоватой центральной жилкой, после опыления постепенно розовеют. Пыльники желтые.
Число хромосом 2n=14.

## Распространение
Все известные местообитания расположены на западе округа Риверсайд, штат Калифорния. Встречается на высотах от 400 до 900 м н.у.м.
Растет в злаковых сообществах на тяжёлых глинистых почвах.

## Жизненный цикл
От прорастания семян до цветения обычно проходит 3-5 лет. Растение цветёт весной или ранним летом. После рассеивания семян, надземная часть отмирает.
Вид проявляет адаптивность к длительному засушливому периоду и различному уровню сезонного увлажнения. Если осадков мало, то зацветают лишь немногие растения. Нет сведений, является ли этот вид самоопыляемым. В природе и в культуре на цветках отмечали разные виды пчёл, жуков и мух.
Кроме семенного размножения, отмечено также вегетативное — отделением дочерних луковиц.

## Угрожаемые факторы и охрана
Вид является узколокальным эндемиком с тесной экологической привязкой к глинистым почвам. Местообитания вида могут быть нарушены или уничтожены в процессе строительства, добычи глин, сельскохозяйственного использования, под влиянием автотрасс и противопожарных мероприятий. Взят под охрану на уровне штата.